# Rie Kugimiya
Pour les articles homonymes, voir Kugimiya.
Rie Kugimiya (釘宮 理恵, Kugimiya Rie), née le 30 mai 1979 à Kumamoto au Japon, est une seiyū japonaise, affiliée à I'm Enterprise.
Elle double des personnages principaux dans des animes à succès tels Alphonse Elric dans Fullmetal Alchemist, Happy dans Fairy Tail et Kagura dans Gintama mais est surtout connue comme étant « la reine des tsundere » en raison de son excellente interprétation de ce type de personnage comme Nagi dans Hayate the Combat Butler, Shana dans Shakugan no Shana, Louise, dans Zero no tsukaima, Lotte dans Astarotte no omocha, Taiga dans Toradora!, Iori dans The Idolmaster et Aria H. Kanzaki dans Hidan no Aria.

## Biographie
Au lycée, elle était membre d'un club d'émission radio et était chargée de faire des annonces pour les évènements de son établissement. En raison des compliments de ses camarades qui la trouvent douée, et parce qu'elle aime lire des contes, elle décide de devenir seiyû. Sa carrière est prolifique et elle est reconnue comme l'une des meilleures de sa profession.

## Filmographie
Les rôles principaux sont indiqués en gras.
2001
- Shirley dans Vandread
- Sayo Kotobuki dans Gals!
- Rizel Iwaki dans Rizelmine
- Murumo dans Mirumo
- Mina Sawada dans Figure 17
- Futaba Murata dans Shingu: Secret of the Stellar Wars

2002
- Taiki et Young Kaname Takasato dans Les 12 royaumes
- Koboshi Uematsu dans Pita-ten
- Rizel Iwaki dans Rizelmine
- Murumo dans Mirumo
- Delmo dans Cosplay Complex
- Brigetta dans Gravion (en)

2003
- Alphonse Elric dans Fullmetal Alchemist
- Tia dans Zatch Bell!
- Nyanko dans Astro Boy
- Ikhny Allecto dans Candidate for Goddess
- Hina dans Guardian Hearts
- Anetta dans Rockman.EXE
- Tio dans Konjiki no Gash Bell!!

2004
- Hotaru Imai dans L'Académie Alice
- Karin Kurosaki, Nemu Kurotsuchi et Lily dans Bleach
- Alisa Bannings dans Magical Girl Lyrical Nanoha
- Tōko Matsudaira dans Maria-sama ga Miteru ~Haru~
- Kota Shingyoji dans Midori Days
- Daisuke Komori dans Major
- Monika Adenauer dans Yakitate!! Ja-pan
- Maya Jingu dans Burn Up Scramble
- Haruna (ép. 12) dans Canvas 2: Niji Iro no Sketch
- Brigetta dans Gravion Zwei
- Murumo dans Mirumo
- Miyabi dans Ninin ga Shinobuden

2005
- Tilel/Tickle Selvatlos dans Erementar gerad
- Shana dans Shakugan no Shana
- Alisa Bannings dans Magical Girl Lyrical Nanoha A's
- Belle dans MÄR
- Kōya Sakagami dans Loveless
- Sabato-chan dans Bokusatsu Tenshi Dokuro-chan
- Ringo Kinoshita dans Otogi-Jūshi Akazukin OAV
- Isabella (Jeunes, ép. 10) Paradise Kiss
- Peter dans Trinity Blood

2006
- Kamyu dans Utawareru mono
- Kagura dans Gintama
- Masako Hara dans Ghost Hunt
- Louise Françoise Le Blanc de la Vallière dans Zero no tsukaima
- Ikuto Noguchi dans Digimon Savers
- Momo Aikawa dans Tokimeki Memorial
- Shinobu Morita (Jeune) dans Hachimitsu to clover
- Ōji Shizuku dans Lovely idol
- Victoria dans Buso Renkin
- Yurika Hanayamada dans Chocotto Sister
- Ringo Kinoshita dans Otogi-Jūshi Akazukin

2007
- Nagi Sanzenin et Britney dans Hayate the Combat Butler
- Eleonore Klein dans Kishin Taisen Gigantic Formula
- Shana dans Shakugan no ShanaⅡ
- Louise Françoise Le Blanc de la Vallière dans Zero no tsukaima ～ Futatsuki no kishi ～
- Mail, TAYL dans Heroic Age
- Victoria Powered dans Busō renkin
- Yoshi Yamura dans Bokurano, notre enjeu
- Neridah dans Deltora Quest
- Mametchi dans Let's Go! Tamagotchi
- Mametchi dans Tamagotchi Dokidoki! Uchū no Maigotchi!?
- Chika dans Hidamari Sketch
- Nena Trinity dans Mobile Suit Gundam 00
- Nene Kasugano, Tomari Seki dans Potemayo
- Mikan Katsuragi, Kaori Katsuragi dans Rental Magica

2008
- Yūhi Katagiri dans Akane-Iro ni Somaru Saka
- Nena Trinity dans Gundam 00
- Louise Françoise Le Blanc de la Vallière dans Zero no tsukaima ～ San mai hime no rinbu ～
- Taiga Aisaka dans Toradora!
- Miharu Rokujō dans Nabari no Ou
- Mimi dans Mnemosyne (titre complet: Mnemosyne no Musume Tachi)
- Mizore Shirayuki dans Rosario + Vampire, Rosario + Vampire Capu2
- Mametchi dans Tamagotchi: Happiest Story in the Universe!
- Chika dans Hidamari Sketch x 365
- Misaki Hayakawa dans Kemeko Deluxe!
- Mujaki Serpent dans Kyōran Kazoku Nikki
- Izuna Endo dans Linebarrels of Iron
- Catherine dans Nodame Cantabile season 2
- Mio, Momotaro, Young Minamoto, Nagi dans Zettai Karen Children
- Shiro, Tsukuyomi dans Wagaya no Oinari-sama

2009
- Taiga Aisaka dans Toradora!
- Usagi Shinohara dans La Fille des enfers
- Yua Sakurai dans Shugo Chara!
- Melona dans Queen's Blade
- Tōka Tennōji, Alistia Rein dans Nogizaka Haruka no himitsu Purezza
- Alphonse Elric, Xiao Mei, Truth, Catherine Elle Armstrong dans Fullmetal Alchemist: Brotherhood
- Nagi Sanzenin dans Hayate the Combat Butler 2nd Season
- Flora Skyblooom / Alan Naismith dans Basquash!
- Happy dans Fairy Tail
- Tōko Matsudaira dans Maria-sama ga Miteru 4th season
- Liechtenstein, Lettonie dans Hetalia
- Shannon dans Umineko no Naku Koro ni
- Yūki Kataoka dans Saki
- Lan dans Isekai no Seikishi Monogatari
- Shinihara Usagi (ép. 15) dans Jigoku Shōjo Mitsuganae
- Mika Kujiin dans Kanamemo
- Toko Matsudaira dans Maria-sama ga Miteru 4th season
- Melona dans Queen's Blade -Rurō no Senshi- TV
- Shana dans Shakugan no Shana S
- Mametchi dans Tamagotchi!
- Akito dans Tatakau Shisho: The Book of Bantorra

2010
- Hysterica dans Dance in the Vampire Bund
- Agnese Sanctis dans Toaru Majutsu no Index II
- Chika dans Hidamari Sketch x Hoshi Mittsu
- Yukimura Sanada dans Hyakka Ryōran Samurai Girls
- Utsunomiya Toramaru dans Inazuma Eleven
- Marianne dans Jewelpet Twinkle
- Rose (ép. 24) dans kaichou wa maid-sama!
- Kaoru Daichi dans Ladies versus Butlers!
- Meena Carmine dans Mobile Suit Gundam OO The Movie: A Wakening of the Trailblazer
- Mimi Usami dans Ōkami-san to Shichinin no Nakama-tachi
- Celebi dans Pokémon : Zoroark, le Maître des Illusions

2011
- Aria H. Kanzaki dans Hidan no Aria
- Rose dans Dragon Crisis
- Astarotte Ygvar dans Astarotte no Omocha
- Motti dans Metal Fight Beyblade 4D
- Kiyoko dans Yondemasu yo, Azazel-san
- Shana dans Shakugan no Shana III (Final)
- Iori Minase dans The Idolmaster
- Taiga Aisaka dans Toradora! Bento no Gokui
- Cassie Lockheart dans Freezing
- Kagura dans Gintama
- Chaba dans Gokicha (cockroach girls)
- Alice Liddel dans Heart no Kuni no Alice
- Hazuki Kurumi dans Kaitō Tenshi Twin Angel
- Bakuhatsu Penguin dans Kämpfer
- Koto dans Kyousogiga
- Rise Kujikawa dans Persona 4: The Animation
- Phantasos dans Saint Seiya: The Lost Canvas

2012
- Tet dans No Game No Life
- Louise Françoise Le Blanc de la Vallière dans Zero no tsukaima ～ F
- Mei dans Arashi no Yoru ni: Himitsu no Tomodachi
- Caractère non utilisés Kill Me Baby
- Karyō Ten dans Kingdom
- Hastur dans Haiyore! Nyaruko-san
- Nagi Sanzenin dans Hayate the Combat Butler: Can't Take My Eyes Off You
- Yuki Kataoka dans Saki Achiga-hen episode of Side-A
- Atsumi Miyagawa dans Recorder to Randoseru
- Airi dans Robotics;Notes
- Melty dans Shining Hearts: Shiawase no Pan
- Yuina Oosawa dans Koi to Senkyo to Chocolate
- Chaba dans Gokicha!! Cockroach Girls

2013
- Aguri Madoka/Cure Ace dans Dokidoki! PreCure
- Usamaro dans Ao no Exocist : The Movie
- Kanata dans Ore no Imouto ga Konnani Kawaii Wake ga Nai 2
- Sugar dans One Piece
- Flor dans Kōtetsu no Vandetta

2014
- Nora dans Noragami
- Anne dans JoJo's Bizarre Adventure Stardust Crusaders
- Rise Kujikawa dans Persona 4: The Golden Animation
- Juuzou Suzuya dans Tokyo Ghoul
- Konami Kirie dans World Trigger
- Sora dans Trinity Seven

2015
- Nora dans Noragami Aragoto
- Kagura dans Gintama
- Hina dans Pokemon XY
- Aria H. Kanzaki dans Hidan no Aria AA
- White dans Blood Blockade Battlefront

2016
- Anju dans Rinne

2017
- Alexandrite dans L'Ère des Cristaux

2018
- Jim Carter dans Kaitou Sentai Lupinranger VS Keisatsu Sentai Patranger

2019
- Haruka Yasaka dans Sarazanmai

2020
- Momo Nishimiya dans Jujutsu Kaisen

2021
- Barbara Shadow/Barbie dans Shadows House

2022
- Tolcheila Gruyere dans Tensai Ouji no Akaji Kokka Saisei Jutsu

## OAV
- Happy dans Fairy Tail (OAV)
- Miu Furinji dans Kenichi: The Mightiest Disciple OAV
- Tsukuyomi dans Tsuki ga Michibiku Isekai

## Musique
Le 20 juin 2012, Kugimiya sort son premier album studio Kokohadoko. Il contient six titres, et trois d'entre eux, Han Uta Ai Hito, Forêt noire et Orange sortent en clips vidéo.

## Jeux vidéo
- Mithra dans Asura's Wrath
- Aisha dans Elsword (version japonaise)
- Arthur Sorcery King dans Kaku-San-Sei Million Arthur
- Marta Lualdi dans Tales of Symphonia: Dawn of the New World
- Annie dans League of Legends (version japonaise)
- Laphicet crowe (Innominat) dans Tales of Berseria
- Kiana Kaslana dans Honkai Impact 3rd
- Rise Kujikawa dans Persona 4
- Vampire dans Azur Lane
- Vyrn dans Granblue Fantasy
- Xevious dans Gothic wa Mahou Otome
- Gr G41 dans Girls' Frontline (en)
- Oda Nobunaga dans Fate/Grand Order
- Catherine dans Catherine: Full Body (avec le DLC "Ideal Voice Set")
- Haruka Sawamura dans la licence Yakuza
- Palom et Porom dans Dissidia Opera Omnia
- Ptit costau dans Genshin Impact
- Freikugel dans Phantom of the Kill  (ファントム オブ キル)
- Pieloppe et MAIK dans World's End Club
- Nona et Kong Ming dans Girls X Battle 2
- Irene dans Arknights
- Luna dans Punishing : Gray Raven (en)
- Petite Princesse dans Guardian Tales
- Asbel et Laevatein dans Fire Emblem Heroes